# Маріо Грек
Ма́ріо Грек (мальт. Mario Grech; нар. 20 лютого 1957, Кала, Гоцо, Коронна колонія Мальта) — мальтійський кардинал, генеральний секретар синоду єпископів з 2020 року.

## Життєпис
Маріо Грек народився в Кала, Гоцо, 20 лютого 1957 року. Його родина переїхала до Керчем, коли він був маленьким хлопчиком. Він навчався у середній школі Вікторії, а потім вивчав філософію та теологію в єпархіальній семінарії Гоцо.

## Священство
Його висвятив на священника 26 травня 1984 року єпископ Ніколь Джозеф Каучі. Потім він отримав ліцензіат з цивільного та канонічного права в Папському Латеранському університеті та здобув докторський ступінь з канонічного права в Папському університеті Святого Томи Аквінського.
Потім він виконував пастирські обов'язки в кафедральному соборі Гоцо, в Національному храмі Та'Піну та парафії Керчем. Його обов'язки в єпархії Гоцо включали служіння судовим вікарієм єпархії, членом Митрополитського суду Мальти, викладачем канонічного права в семінарії та членом Колегії консультантів, Пресвітерської ради та інших єпархіальних комісій.

## Єпископат

### ЄпископГоцо
26 листопада 2005 року Папа Бенедикт XVI призначив його єпископом Гоцо. Він отримав єпископську хіротонію 22 січня 2006 року від свого попередника, єпископа Нікола Джозефа Каучі. У 2011 році він разом з іншими мальтійськими єпископами порадив католикам не підтримати референдум, який би дозволив законодавчому органу розглянути питання легалізації розлучення.
Як президент Єпископської конференції Мальти, він брав участь у Синоді єпископів про сім'ю у 2014 та 2015 роках. Виступаючи перед Синодом у жовтні 2014 року, Грек сказав, що «доктрина віри здатна поступово набувати більшої глибини» і що, звертаючись до людей у складних сімейних стосунках, гомосексуалів чи батьків гомосексуалів, «необхідно навчитися говорити тією мовою, яка відома сучасним людям і яка визнає її як спосіб передачі істини та любові Євангелія». Разом з архієпископом Мальти Чарльзом Скіклуною Грек є співавтором пастирських рекомендацій мальтійських єпископів щодо Amoris laetitia, опублікованих у січні 2017 року, в яких зазначалося, що в певних випадках розлучений католик, який одружився повторно, може отримати Причастя після «чесного розпізнавання». Ці рекомендації були перевидані в L'Osservatore Romano.
В інтерв'ю у грудні 2018 року він сказав, що йому подобаються дискусії з атеїстами, які загострюють його власні переконання, і він віддає перевагу діалогу, а не конфронтації, якій надавали перевагу його критики. Коли його запитали про сімейні та сексуальні проблеми, він сказав:
|  | «Якщо хтось прийде до мене, просячи допомоги відкрити Ісуса Христа... він чи вона може бути гомосексуалом, і навіть перебувати в гомосексуальних стосунках. Це не має значення. Я не буду перешкоджати цій людині; навпаки, я допоможу. Останнє, що я зроблю, це займу позицію проти цієї людини... Раніше ми казали: «Спочатку впорядкуйте своє життя, а потім ми почнемо шлях до Бога». Сьогодні ж ми скажемо: «Давайте наблизимося до Ісуса Христа... і Христос допоможе нам впорядкувати наше життя»... «Чорне» та «біле» все ще існують; але сіра зона між ними розширилася. Саме в сірих зонах ми повинні шукати. Ось чому я сказав, що я обережно ставлюся до тих священиків чи християн, які вважають, що вже знають усі відповіді. Ніхто не може цього стверджувати. Ми всі повинні продовжувати пошуки.» |

### Служба Римської курії
2 жовтня 2019 року Папа Франциск призначив його Генеральним секретарем Синоду єпископів, очікуючи, що він буде наступником кардинала Лоренцо Бальдіссері після його відставки з посади генерального секретаря. Грек працював разом з Бальдіссері та брав участь у Синоді єпископів Панамазонського регіону. Грек також був Апостольським адміністратором єпархії Гоцо до 2020 року. Він був одним із п'яти посадовців Синоду, які за посадою входили до складу комісії з п'ятнадцяти осіб, відповідальної за підготовку остаточного документа Амазонського синоду.  У своєму першому інтерв'ю після призначення він заявив, що «існує рух, до якого Церква може набути більш жіночного обличчя, яке також відображатиме обличчя Марії» Грек змінив Бальдіссері 15 вересня 2020 року.
4 липня 2020 року Папа Франциск призначив Грека членом Папської ради сприяння християнській єдності. У жовтні 2020 року, під час пандемії COVID-19, Грек сказав:
|  | Викликає занепокоєння, що хтось почувається втраченим поза контекстом Євхаристії чи богослужіння, оскільки це свідчить про незнання інших способів взаємодії з таїнством. Це не лише свідчить про певну духовну неграмотність, а й є доказом неадекватності сучасної пастирської практики. Дуже ймовірно, що нещодавно наша пастирська діяльність прагнула вести до таїнств, а не вести – через таїнства – до християнського життя.» |

25 жовтня 2020 року Папа Франциск оголосив, що підвищить його до кардинальського рангу на консисторії, запланованій на 28 листопада 2020 року. На цій консисторії Папа Франциск зробив його кардиналом-дияконом Санті-Козма-е-Дам'яно . 16 грудня його було призначено членом Папської ради сприяння християнській єдності.
21 червня 2021 року Папа Франциск призначив його членом Найвищого Трибуналу Апостольської Сигнатури. 13 липня 2022 року Папа Франциск призначив його членом Дикастерії у справах єпископів. В інтерв'ю 2024 року кардинал Грек висловив свою віру в те, як синодальність може допомогти Церкві перейти від «єдності думки» до «єдності в відмінності».
Грек брав участь як кардинал-вибірник у папському конклаві 2025 року. До конклаву його вважали «папабілем» — ймовірним кандидатом на папський престол. Конклав зрештою обрав Роберта Френсіса Прево Папою Льва XIV.